# Marios Tsaousīs
Marios Tsaousīs (in greco Μάριος Τσαούσης?; Salonicco, 11 maggio 2000) è un calciatore greco, difensore del PAOK.

## Carriera

### Club
Ha giocato nella prima divisione greca ed in quella slovacca.

### Nazionale
Ha giocato nelle nazionali giovanili greche Under-16, Under-17, Under-18, Under-19 ed Under-21.

## Statistiche

### Presenze e reti nei club
Statistiche aggiornate al 17 aprile 2022.
| Stagione        | Squadra         | Campionato      | Campionato | Campionato | Coppe nazionali | Coppe nazionali | Coppe nazionali | Coppe continentali | Coppe continentali | Coppe continentali | Altre coppe | Altre coppe | Altre coppe | Totale | Totale |
| Stagione        | Squadra         | Comp            | Pres       | Reti       | Comp            | Pres            | Reti            | Comp               | Pres               | Reti               | Comp        | Pres        | Reti        | Pres   | Reti   |
| --------------- | --------------- | --------------- | ---------- | ---------- | --------------- | --------------- | --------------- | ------------------ | ------------------ | ------------------ | ----------- | ----------- | ----------- | ------ | ------ |
| 2019-2020       | Volo            | SL              | 9+4        | 0+1        | CG              | 3               | 1               | -                  | -                  | -                  | -           | -           | -           | 16     | 2      |
| 2020-2021       | Spartak Trnava  | SL              | 9+3        | 0          | CS              | 1               | 0               | -                  | -                  | -                  | -           | -           | -           | 13     | 0      |
| 2021-2022       | PAOK B          | SL2             | 20         | 0          |                 | -               | -               |                    | -                  | -                  |             | -           | -           | 20     | 0      |
| Totale carriera | Totale carriera | Totale carriera | 45         | 1          |                 | 4               | 1               |                    | -                  | -                  |             | -           | -           | 49     | 2      |